# Павлос Йоану
Павлос Йоану (на гръцки: Παύλος Ιωάννου) е гръцки учен от XIX век, лекар, преподавател в Атинския университет.

## Биография
Павлос Йоану е роден в 1824 година в македонския град Костур (на гръцки Кастория), тогава в Османската империя, днес в Гърция. По произход е от костурското село Горенци. Учи медицина в Атинския университет и специализира анатомия в Германия и хирургия във Франция. В 1858 става доктор по медицина от Атинския университет с труда „За автоматичното вътрешно изгаряне на човешкото тяло“. Избран е за извънреден професор по медицина в Атина, а в 1877 година става редовен професор. В 1883 година застава начело на Болницата за венерически болести. Преподава до края на живота си в 1897 година.